# Анна Амалия фон Изенбург-Бюдинген
Анна Амалия фон Изенбург-Бюдинген (на немски: Anna Amalia von Isenburg-Büdingen; * 3 октомври 1591 в Бирщайн; † 16 ноември 1667 в Бентхайм) е графиня от Изенбург-Бюдинген и чрез женитба графиня на Графство Бентхайм и Графство Щайнфурт.
Тя е дъщеря на граф Волфганг Ернст I фон Изенбург-Бюдинген (1560 – 1633), бургграф на Гелнхаузен, и първата му съпруга графиня Анна фон Глайхен-Ремда (1565 – 1598), дъщеря на граф Йохан IV фон Глайхен-Ремда († 1567) и Катарина фон Плесе.

Анна Амалия фон Изенбург-Бюдинген умира на 16 ноември 1667 г. на 76 години в Бад Бентхайм.

## Фамилия
Анна Амалия фон Изенбург-Бюдинген се омъжва на 2 октомври 1608 г. в Бюдинген за граф Арнолд Йост фон Бентхайм-Текленбург (* 4 април 1580; † 10 февруари 1643) от фамилията Бентхайм-Текленбург, четвъртият син на граф Арнолд II фон Бентхайм-Текленбург (1554 – 1606) и Магдалена фон Нойенар-Алпен (ок. 1550 – 1626). Те имат децата:
- Амьона Елизабет (* 27 февруари 1623; † 27 секември 1701), омъжена на 1 февруари 1654 г. в Бад Бентхайм за граф Карл Ото фон Золмс-Лаубах (1633 – 1676)
- Ернст Вилхелм (* 6 декември 1623; † 26 август 1693), граф на фон Бентхайм-Бентхайм-Щайнфурт (1643 – 1693), женен I. на 21 август 1661 г. в Бентхайм за графиня Гертруд фон Целст (1640 – 1679), II. на 5 август 1678 г. за графиня Анна Изабела фон Лимбург-Гемен (ок. 1625 – 1723)
- Анна Магдалена (ок. 1615 – 1692), омъжена сл. 13 юни 1647 г. за граф Александер II фон Велен-Меген-Хал (ок. 1610 – 1675)
- Анна Елизабет, омъжена за Йобст Герхард, фрайхер фон Еферен, Хал
- Филип Конрад (* 2 юли 1627; † 8 май 1668), женен на 21 март 1661 г. за графиня Анна Елизабет Вилхелмина фон Бентхайм-Текленбург (1641 – 1696), дъщеря на граф Мориц фон Бентхайм-Текленбург
- Волфганг Арнолд фон Бентхайм-Щайнфурт
- Вилхелм фон Бентхайм-Щайнфурт († 1628)